# Semaine sainte à Carthagène

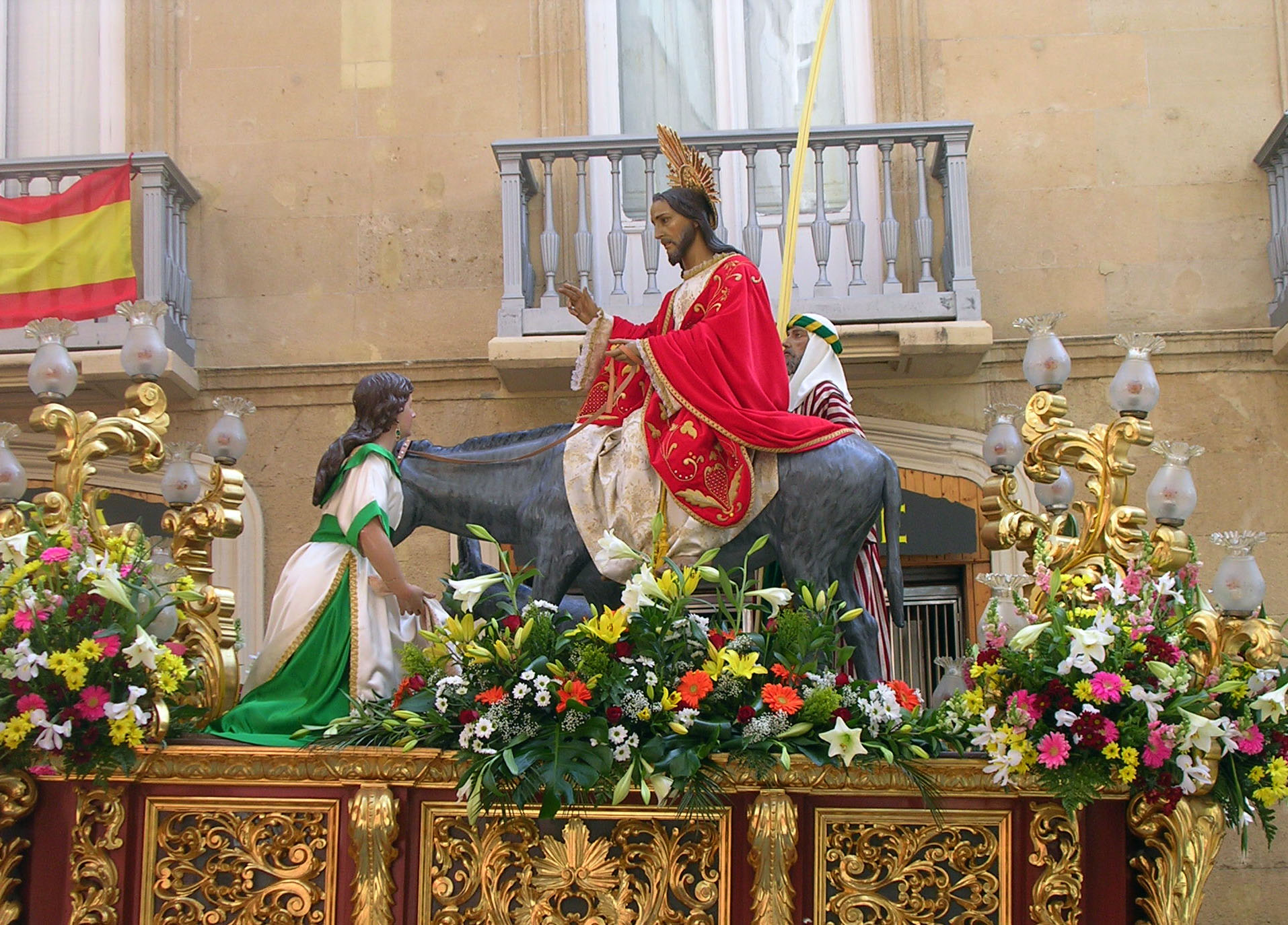
Procession du dimanche des Rameaux

La Semaine Sainte à Carthagène, ville espagnole située dans la région de Murcie, a été reconnue fête d'intérêt touristique international (Fiesta de interés turístico internacional) en 2005.
Les processions se déroulent tout au long de la dernière semaine du Carême, plus connue sous le nom de la Semaine sainte à partir du dimanche des Rameaux.